# Ван дер Валт, Йоханнес
Йоханнес Петрус ван дер Валт (африк. Johannes Petrus van der Walt, 10 февраля 1925 — 13 ноября 2011) — южноафриканский зимолог и миколог.

## Биография
Родился в Претории в 1925 году. Учился в Преторийском университете, окончил его с отличием, затем там же получил степень магистра.
В 1948 году — в составе Службы научных и индустриальных исследований, затем, став обладателем стипендии Нидерландско-Южноафриканского общества, отправился в Лейденский университет для подготовки диссертации. В 1949 году стал докторантом химии под руководством Альберта Яна Клёйвера. В 1952 году защитил диссертацию доктора наук в Делфтском техническом университете по теме «О дрожжевом грибе Candida pulcherrima и его пигменте».
Вернувшись в Южную Африку, ван дер Валт продолжил работу в Службе научных и индустриальных исследований, инициировал первое микробиологическое исследование южноафриканского пива на основе сорго. С 1957 года — в Стелленбосе. В 1961 году возглавил микробиологическую исследовательскую группу Службы научных и индустриальных исследований, с 1963 по 1967 год руководил её программой по исследованию микотоксинов.
В 1976 году ван дер Валт и В. К. Хопсу-Хаву предложили для установления аскомицетового или базидиомицетового аффинитета дрожжевых грибов с неизвестным половым процессом тест DBB — окраски диазониевым синим B. Клетки грибов с базидиомицетовым аффинитетом окрашиваются под его действием в красно-коричневый цвет.
Член Южноафриканского королевского общества. В 1980 году — член Специального комитета по грибам и лишайникам Международной ассоциации по таксономии растений.
Покинув Службу научных и индустриальных исследований в 1988 году, ван дер Валт перенёс свою богатейшую коллекцию дрожжевых культур в Университет Фри-Стейта в Блумфонтейне. С 1993 года являлся экстраординарным профессором Университета Фри-Стейта. В 1994 году ван дер Валту была присвоена почётная степень доктора Университета Фри-Стейта.
Автор нескольких разделов 2-го и 3-го изданий фундаментального определителя The Yeasts: A Taxonomic Study (1970, 1984).
Скончался 13 ноября 2011 года.

## Некоторые научные публикации
- van der Walt J. On the Yeast Candida pulcherrima and its Pigment. — 1952. — 108 p.

## Роды грибов, названные именем Й. ван дер Валта
- Vanderwaltia E.K.Novák & Zsolt, 1961 — Hanseniaspora Zikes, 1911
- Vanderwaltozyma Kurtzman, 2003
- Waltiozyma H.B.Mull. & Kock, 1986 — Wickerhamomyces Kurtzman et al., 2008
- Waltomyces Y.Yamada & Nakase, 1995 — Lipomyces Lodder & Kreger-van Rij, 1952